# Urban X Awards
Die Urban X Awards sind ein von 2008 bis 2012 und seit 2017 jährlich vergebener Pornofilmpreis in den USA, der besonders „Ethnic Pornography“ honoriert. Der Preis wurde 2008 als Urban Spice Award von der schwarzen Pornoregisseurin Giana Taylor eingeführt. Es werden Pornodarsteller, Regisseure und Produzenten geehrt, die sich im Bereich der Schwarzen-, Latina-, Asiaten- und Gemischtrassen-Pornografie verdient gemacht haben.
Die Abstimmung nehmen die Fans auf der Website des Veranstalters vor, ähnlich wie beim F.A.M.E. Award. Die Preisverleihung 2008 fand in Las Vegas statt und wurde von Olivia O’Lovely und Sean Michaels präsentiert.

## Mitglieder der Hall of Fame
| - Lisa Ann (2011) - Mark Anthony (2009) - Mercedes Ashley (2010) - Vanessa Blue (2009) - TT Boy (2009) - Alexander Devoe (2010) - Diana DeVoe (2010) - Guy DiSilva (2010) - Vanessa del Rio (2008) - Lacey Duvalle (2008) - Kim Eternity (2009) | - Jada Fire (2010) - Nina Hartley (2010) - Ron Hightower (2010) - Jade Hsu (2011) - Heather Hunter (2008) - Sara Jay (2011) - Johnny Keyes (2008) - Kitten (2009) - Francesca Lé (2011) - Byron Long (2008) - Justin Long (2011) | - Miles Long (2012) - Sinnamon Love (2009) - Mandingo (2011) - Mr. Marcus (2008) - Sean Michaels (2008) - Jack Napier (2011) - Olivia O’Lovely (2010) - Jeannie Pepper (2008) - Mr. Pete (2011) - Wesley Pipes (2009) - Sledge Hammer (2009) | - Kelly Starr (2011) - Lexington Steele (2008) - Michael Stefano (2008) - Julian St. Jox (2008) - Misty Stone (2008) - Shyla Stylez (2011) - Mika Tan (2009) - Ray Victory (2008) - Devlin Weed (2008) - Spoontaneeus Xtasty (2011) - Suave XXX (2011) |